# آلومینیوم برنز

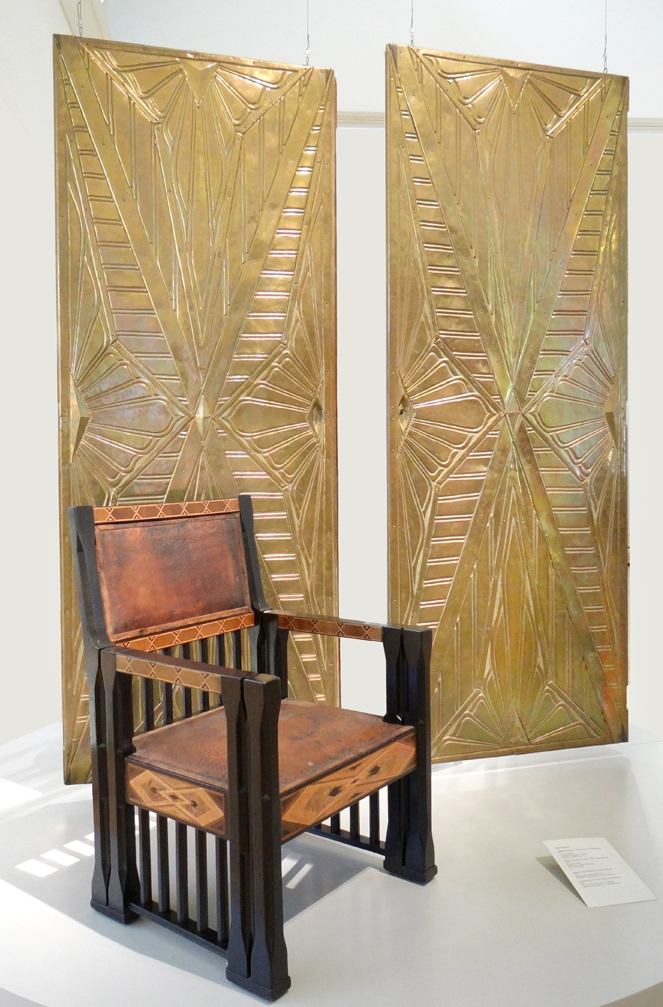
صفحات بزرگ در پس زمینه از آلومینیوم برنز ساخته شده‌است

آلومینیوم برنز نوعی برنز است که در آن برخلاف برنز استاندارد (مس و قلع) یا برنج (مس و روی)، آلومینیوم فلز آلیاژی اصلی است که به مس اضافه می‌شود. انواع برنزهای آلومینیومی با ترکیب‌های مختلف کاربرد صنعتی پیدا کرده‌اند که در اکثر آنها درصد وزنی آلومینیوم ۵٪ تا ۱۱٪ بوده و جرم باقی‌مانده مس است. سایر عوامل آلیاژی مانند آهن، نیکل، منگنز و سیلیسیوم نیز گاهی به برنزهای آلومینیومی اضافه می‌شوند که هر یک باعث ایجاد خواص منحصر به فردی خواهد شد.

## ترکیبات

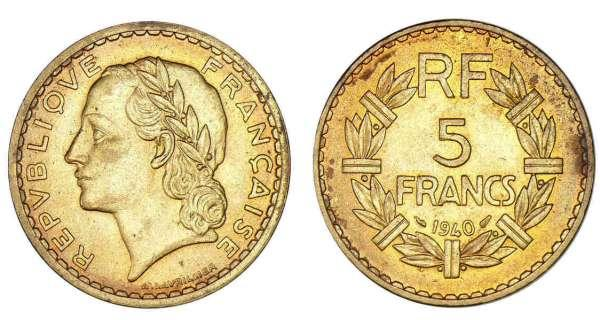
سکه‌های ۵ فرانکی ساخته شده از آلومینیوم برنز در سال ۱۹۴۰

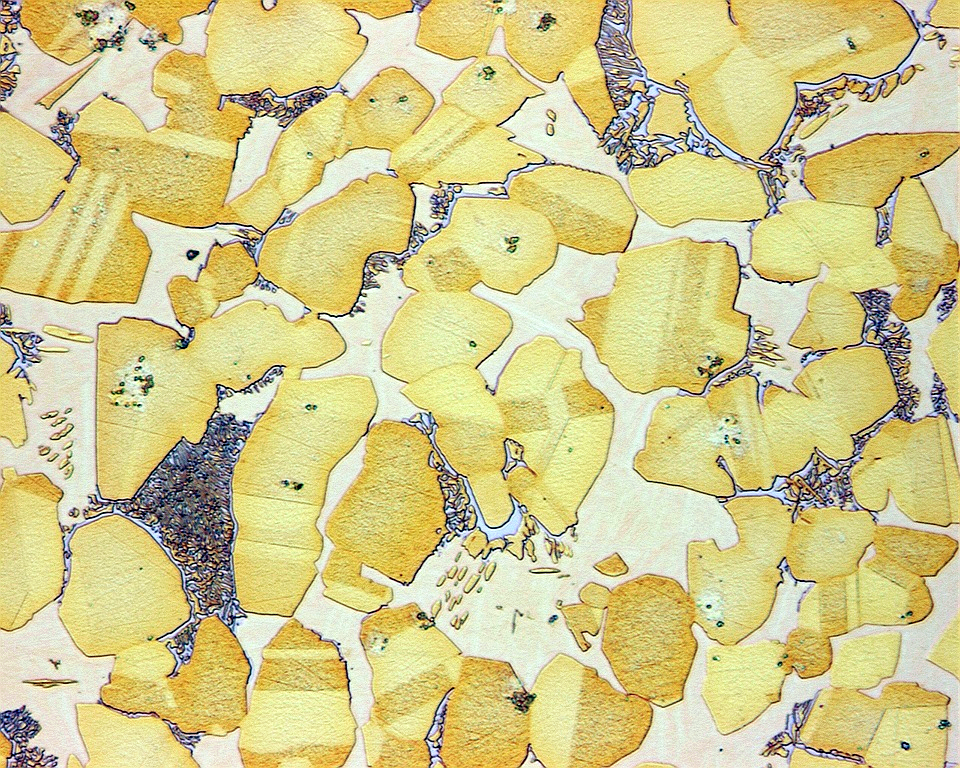
آلومینیوم برنز با ۲۰٪ آلومینیوم در بزرگنمایی ۵۰۰×

جدول زیر متداول‌ترین ترکیبات آلیاژ آلومینیوم برنز فرفورژه را بر اساس نامگذاری استاندارد ISO 428 فهرست می‌کند. درصدها ترکیب متناسب آلیاژ را بر حسب وزن نشان می‌دهد. مس از نظر وزنی باقیمانده است و در فهرست قرار نمی‌گیرد:
| آلیاژ        | آلومینیوم | اهن         | نیکل        | منگنز       | فلز روی     | آرسنیک      |
| ------------ | --------- | ----------- | ----------- | ----------- | ----------- | ----------- |
| CuAl5        | ۴٫۰–۶٫۵٪  | حداکثر ۰٫۵٪ | حداکثر ۰٫۸٪ | حداکثر ۰٫۵٪ | حداکثر ۰٫۵٪ | حداکثر ۰٫۴٪ |
| CuAl8        | ۷٫۰–۹٫۰٪  | حداکثر ۰٫۵٪ | حداکثر ۰٫۸٪ | حداکثر ۰٫۵٪ | حداکثر ۰٫۵٪ |             |
| CuAl8Fe3     | ۶٫۵–۸٫۵٪  | ۱٫۵–۳٫۵٪    | حداکثر ۱٫۰٪ | حداکثر ۰٫۸٪ | حداکثر ۰٫۵٪ |             |
| CuAl9Mn2     | ۸٫۰–۱۰٫۰٪ | حداکثر ۱٫۵٪ | حداکثر ۰٫۸٪ | ۱٫۵–۳٫۰٪    | حداکثر ۰٫۵٪ |             |
| CuAl10Fe3    | ۸٫۵–۱۱٫۰٪ | ۲٫۰–۴٫۰٪    | حداکثر ۱٫۰٪ | حداکثر ۲٫۰٪ | حداکثر ۰٫۵٪ |             |
| CuAl10Fe5Ni5 | ۸٫۵–۱۱٫۵٪ | ۲٫۰–۶٫۰٪    | ۴٫۰–۶٫۰٪    | حداکثر ۲٫۰٪ | حداکثر ۰٫۵٪ |             |

برنزهای آلومینیومی به دلیل استحکام و مقاومت بالاتر در برابر خوردگی در مقایسه با سایر آلیاژهای برنز شناخته می‌شوند. این آلیاژها در برابرکدر شدن مقاوم هستند. از جمله سایر ویژگی‌های برنز آلومینیوم نرخ خوردگی کم در شرایط جوی، نرخ اکسیداسیون پایین در دماهای بالا و واکنش پذیری کم با ترکیبات  گوگردی و سایر محصولات خروجی از احتراقمی‌باشد. آنها همچنین در برابر خوردگی در آب دریا مقاوم هستند. مقاومت برنزهای آلومینیومی در برابر خوردگی ناشی از آلومینیوم موجود در آلیاژها است که با اکسیژن موجود در اتمسفر واکنش می‌دهد و یک لایه سطحی نازک و سخت از آلومینا (اکسید آلومینیوم) تشکیل می‌دهد، که به عنوان مانعی در برابر خوردگی آلیاژ غنی از مس عمل می‌کند. همچنین افزودن قلع می‌تواند مقاومت در برابر خوردگی را بهبود بخشد.
همپنین ویژگی بدون جرقه ای بودن برنز آلومینیوم باعث کاربردهای منحصر به فرد آن گردیده‌است، این ویژگی برنزهای آلومینیومی را برای ساخت ابزار، تجهیزات پردازش نفت و صنایع شیمیایی، خدمات معادن، جابجایی مواد منفجره و تجهیزات گاز مناسب می‌کند.
یکی دیگر از خواص قابل توجه برنزهای آلومینیومی، اثرات زیست استاتیکی آنهاست. بخش مس آلیاژ از تجمع موجودات دریایی از جمله جلبک، گلسنگ، صدف یا کشتی چسپ، و صدف سیاه جلوگیری می‌کند، و بنابراین می‌تواند نسبت به فولاد ضدزنگ یا دیگر آلیاژهای غیر مس در کاربری‌هایی که در آن چنین تجمع عیوب ناخواسته خواهد بود، ترجیح داده شود. برنزهای آلومینیومی معمولاً رنگ طلایی دارند.

## کاربردها
برنزهای آلومینیومی معمولاً در کاربردهایی استفاده می‌شوند که ویژگی مقاومت در برابر خوردگی آنها را نسبت به سایر مواد مهندسی در ارجحیت قرار می‌دهد. این کاربردها شامل یاتاقان‌های ساده و اجزای ارابه فرود هواپیما، سیم‌های گیتار، اجزای شیر سوپاپ، اجزای موتور (مخصوصاً برای کشتی‌های دریایی)، بست‌های زیر آب در معماری دریایی و ملخ‌های کشتی است. برنز آلومینیومی نیز برای اجرای دستورالعمل ATEX برای مناطق ۱، ۲، ۲۱ و ۲۲ استفاده می‌شود. رنگ طلایی جذاب برنزهای آلومینیومی نیز باعث استفاده از آنها در جواهرات شده‌است.
برنزهای آلومینیومی بیشترین تقاضا را در صنایع و کاربردهای زیر دارند:
- خدمات عمومی مرتبط با آب دریا
- تامین آب
- صنایع نفت و پتروشیمی (یعنی ابزارهایی برای استفاده در محیط‌های بدون جرقه)
- کاربردهای تخصصی ضد خوردگی
- برخی از کاربردهای مقاوم‌سازی سازه ای ساختمان

برنز آلومینیوم می‌تواند جوشداده شود که این کار با استفاده از روش جوش MIG (جوشکاری قوسی با گاز محافظ) با هسته آلومینیوم برنز و گاز آرگون خالص قابل انجام است.
برنز آلومینیومی به عنوان جایگزین طلا برای ریخته‌گری روکش دندان استفاده می‌شود. آلیاژهای مورد استفاده از نظر شیمیایی بی اثر بوده و ظاهر طلایی دارند.
ایتالیا برای ضرب سکه از آلیاژ آلومینیوم-برنز به نام برنزیتال (به معنای "برنز ایتالیایی") در ۵ و ۱۰ سنتزیمی خود از سال ۱۹۳۹ پیشگام بوده‌است. آلیاژ آن در سال ۱۹۶۷ به ۹۲ درصد مس، ۶ درصد آلومینیوم و ۲ درصد نیکل نهایی شد و از آن زمان تا سال ۲۰۰۱ در سکه‌های ۲۰، ۲۰۰ و ۵۰۰ لیره ایتالیااستفاده می‌شد. برنزیتال همچنین برای سکه‌های ۱ دلاری و ۲ دلاری استرالیا و نیوزیلند و همچنین هسته داخلی سکه‌های دو فلزی ۱، ۲ و ۵ پزو مکزیکی، سکه ۱۰ پزو فیلیپین و سکه ۲ دلاری کانادا مورد استفاده قرار گرفت.
طلای نوردیک، متشکل از ۸۹٪ مس، ۵٪ آلومینیوم، ۵٪ روی و ۱٪ قلع می‌باشد. آلیاژ آلومینیوم-برنز اخیراً برای ضرب سکه ساخته شده‌است. این آلیاژ برای اولین بار در سال ۱۹۹۱ برای سکه ۱۰ کرون سوئد مورد استفاده قرار گرفت و پس از معرفی سکه‌های یورو ۱۰، ۲۰ و ۵۰ سنتی از طلای شمال اروپا در سال ۲۰۰۲ رواج یافت.

## عملیات حرارتی
برنزهای آلومینیومی نیز مانند برنج‌ها به دو دسته تقسیم می‌شوند: آلومینیوم-برنز تک فاز آلفا، با کمتر از ۸ درصد آلومینیوم
و برنزهای آلومینیومی دوفازی آلفا-بتا با ۸–۱۲٪ آلومینیوم به علاوه مقادیر کمی آهن (۰٫۵–۵٫۰٪)،
سیلیکون (تا ۲٪)، نیکل (تا ۵٪) و منگنز. هر دو عنصر آهن و نیکل استحکام و سختی را بهبود می‌بخشد و اندازه دانه را تصفیه می‌کند، اما اثر نیکل کمتر از آهن است. سیلیکون قابلیت ماشین کاری را ایجاد می‌کند در حالی که منگنز باعث سلامت در ریخته‌گری می‌شود.
برنزهای آلومینیومی آلفا انعطاف‌پذیر هستند و بنابراین قابلیت کار سرد (cold work) دارند. کار سرد استحکام و سختی را بهبود می‌بخشد. علاوه بر موارد گفته شده، برنزها مقاومت خوردگی خوبی در برابر جو و آب دارند. برنزهای آلومینیوم آلفا تک فاز حاوی آهن تا حدود ۳٪ به‌طور مؤثر با کار سرد تقویت می‌شوند. ساختار آنها از ذرات غنی از آهن در فاز آلفا تشکیل شده‌است. آنیل کردن برنزهای آلفا در محدوده دمایی ۵۵۰–۸۷۰ درجه سانتی گراد انجام می‌شود. آلیاژهای بدون آهن، در محدوده دمایی ۵۹۵–۶۵۰ درجه سانتی گراد آنیل می‌شوند. برنز آلومینیومی ریخته‌گری در دمای ۶۲۰–۶۷۰ درجه سانتی گراد می‌شوند. برنزهای آلومینیومی آلفا-بتا قابل عملیات حرارتی هستند. عملیات حرارتی آنها را می‌توان با اشاره به غنای مس در نمودار فازی Cu-Al توضیح داد.
اگر خنک شدن آهسته مس وقتی که ۱۰ درصد آلومینیوم در ترکیب داریم را در نظر بگیریم، این خنک شدن آهسته مس تا دمای محیط یک ریز ترکیب دو فازی از آلفا و گاما(Cu9Al4) تشکیل می‌دهد. پس از گرم کردن مجدد آلیاژ، یوتکتوئید گاما+آلفا شروع به تبدیل به آلفا+بتا در دمایی بالاتر از دمای یوتکتوئید (حدود ۵۶۵ سانتی گراد) می‌کند. گرمایش بیشتر منجر به انحلال آلفا می‌شود و این انحلال تا حدود ۹۱۰ درجه سانتیگراد که ساختار از آن تشکیل شده‌است ادامه پیدا می‌کند و در این دما محلول جامد کاملاً تک فاز بتا داریم. کوئنچ یا سریع سرد کردن آلیاژ از این منطقه تک فاز با دمای تقریبی حدود ۹۶۰ درجه سانتیگراد، فاز غیر تعادلی به نام بتا پرایم که به عنوان مارتنزیت شناخته می‌شود تولید می‌کند.